# نظام تحكم صناعي

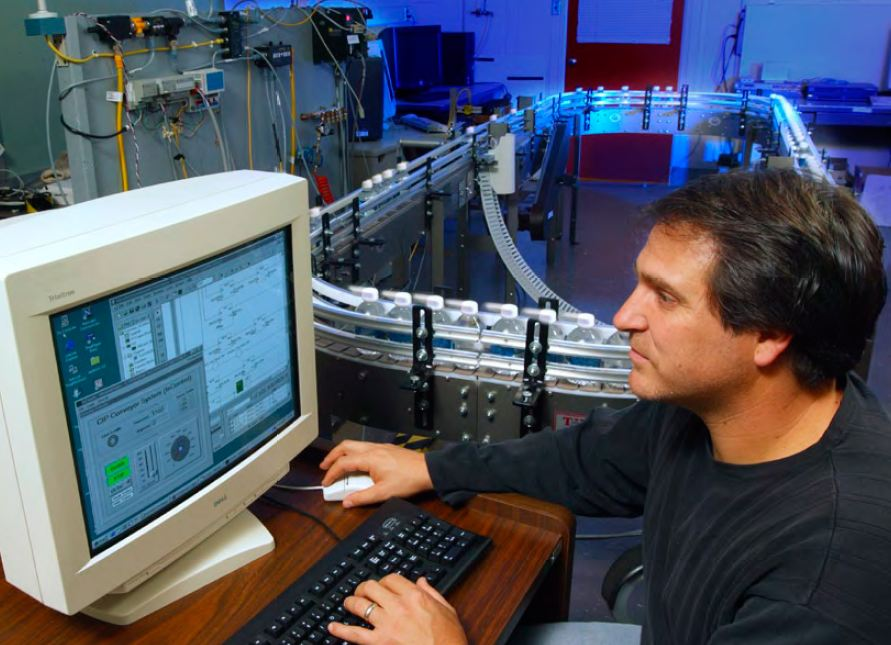

نظام التحكم الصناعي (بالإنجليزية: Industrial control system)‏ هو نظام مبنى على أساس نظريات التحكم الكلاسيكية والحديثة ويستخدم مختلف الأنواع والأجهزة اللازمة لمنظومة صناعية متكاملة أو جزئية.
توجد ثلاثة أنواع من الأنظمة الصناعية:
- نظام التحكم الموزع DCS
- نظام التحكم المبرمج PLC
- نظام التحكم الإشرافي سكادا SCADA